# Laguna Guacamayo
A  Laguna Guacamayo  é um lago localizado na Guatemala. Localiza-se no departamento de El Petén, Município de San Andrés.